# Atala (equip ciclista)
L'Atala va ser un equip ciclista italià fundat el 1908 i, tot i que amb interrupcions, va estar en funcionament fins al 1989.
La seva història es pot dividir en 3 clares parts.
De la seva fundació el 1908 fins al 1919, varen destacar ciclistes com Luigi Ganna, Carlo Galetti o Dario Beni. A l'edició del 1912 del Giro d'Itàlia, que es va disputar per equips, l'Atala, integrat per Galetti, Giovanni Micheletto i Eberardo Pavesi es proclamà campió. Ganna, també membre de l'equip, s'hagué de retirar durant la disputa de la cinquena etapa.
De 1946 a 1962 cal mencionar noms com Vito Taccone, Giancarlo Astrua, Bruno Monti o Nino Catalano.
El 1978, es va tornar a crear. Primer amb els noms de Intercontinentale, Sapa o Magniflex-Olmo, fins que el 1982 ja va adoptar de nou el nom Atala. Aquesta última etapa va durar fins al 1989.

## Principals victòries

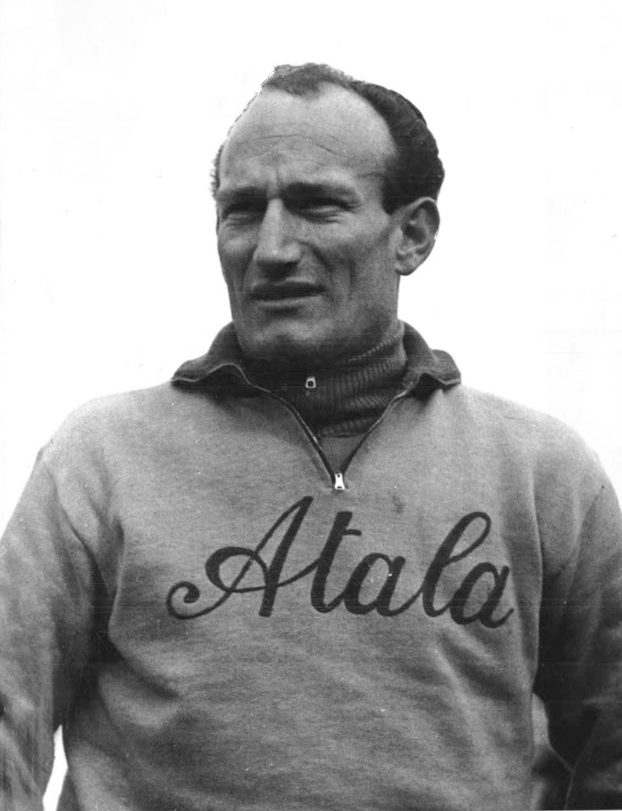
Luciano Maggini

### Curses d'un dia
- Volta a Llombardia
  - 1932: Antonio Negrini
  - 1961: Vito Taccone

### Grans voltes
- Tour de França
  - Etapes: (1 el 1932, 2 el 1955, 2 el 1956, 1 el 1958, 1 el 1959)

- Giro d'Itàlia
  - Victòria final
    - 1909 - Luigi Ganna
    - 1910 - Carlo Galetti
    - 1912 - Equip Atala (Carlo Galetti, Giovanni Micheletto, Eberardo Pavesi)

  - Classificació per punts:
    - 1984 - Urs Freuler

  - Classificació de la muntanya:
    - 1961 - Vito Taccone

  - Etapes: (3 el 1909, 7 el 1910, 3 el 1912, 3 el 1948, 3 el 1949, 3 el 1951, 1 el 1954, 3 el 1955, 3 el 1956, 3 el 1957, 4 el 1959, 1 el 1961, 1 el 1978, 3 el 1981, 3 el 1982, 3 el 1983, 4 el 1984, 4 el 1985, 3 el 1987, 1 el 1988)